# 威氏擬軟口魚
威氏擬軟口魚（學名：Pseudochondrostoma willkommii），為輻鰭魚綱鯉形目雅羅魚科的其中一個種，被IUCN列為易危保育類動物，分布歐洲葡萄牙及西班牙南部淡水流域，本魚體呈紡錘型，側扁，下顎邊緣略呈拱形，26-35個鰓耙，通常有7-6顆咽齒，尾柄深度為其長度的2.2-2.4倍，體長可達40公分，棲息在河川中央中層水域，成群活動，屬雜食性，以植物、小型無脊椎動物為食，繁殖期在4月，因外來種入侵和棲地破壞而受威脅。

## 扩展阅读
維基物種上的相關：威氏擬軟口魚